# Premi Oscar 2023

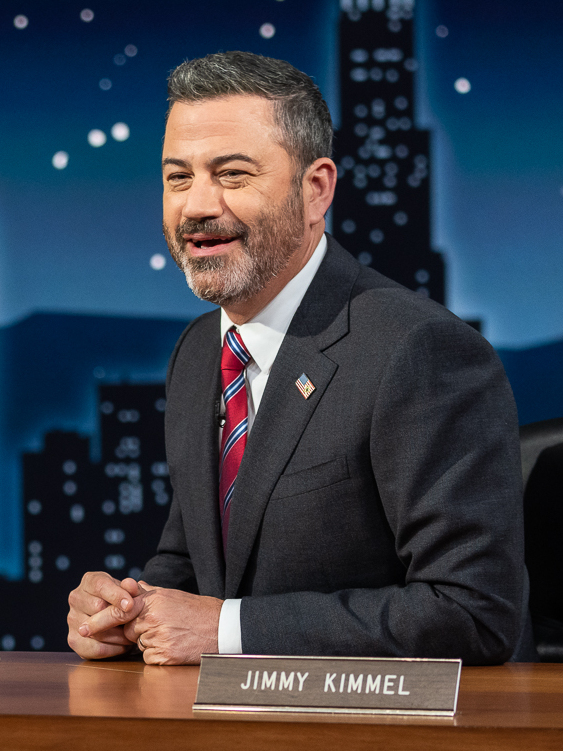
Il presentatore della serata Jimmy Kimmel.

La 95ª edizione dei premi Oscar si è tenuta a Los Angeles al Dolby Theatre il 12 marzo 2023 ed è stata presentata da Jimmy Kimmel, che torna alla conduzione del celebre evento per la terza volta dopo le edizioni del 2017 e 2018.
Le candidature sono state annunciate il 24 gennaio 2023.
Il 21 giugno 2022 sono stati annunciati i vincitori del premio Oscar onorario e del premio umanitario Jean Hersholt che sono stati consegnati durante la cerimonia del Governos Awards il 19 novembre 2022.
Il film più premiato è stato Everything Everywhere All at Once, con 7 statuette vinte su un totale di 11 nomination, compreso il premio per il miglior film.

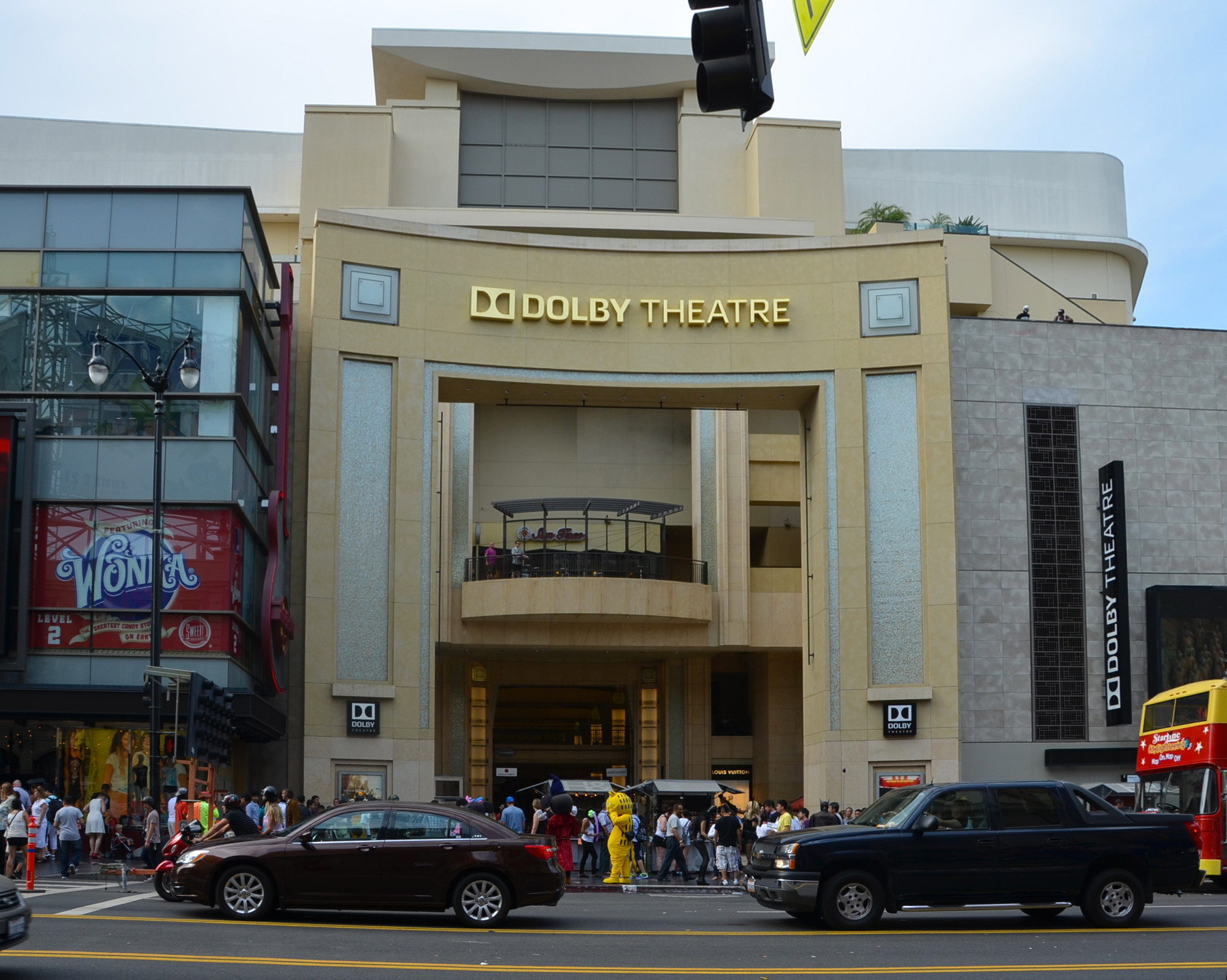
Il Dolby Theatre a Hollywood

## Vincitori e candidati
Vengono di seguito indicati in grassetto i vincitori. Ove ricorrente e disponibile, viene indicato il titolo in lingua italiana e quello in lingua originale tra parentesi.

### Miglior film
- Everything Everywhere All at Once, regia di Daniel Kwan e Daniel Scheinert
- Avatar - La via dell'acqua (Avatar: The Way of Water), regia di James Cameron
- Gli spiriti dell'isola (The Banshees of Inisherin), regia di Martin McDonagh
- Elvis, regia di Baz Luhrmann
- Niente di nuovo sul fronte occidentale (Im Westen nichts Neues), regia di Edward Berger
- The Fabelmans, regia di Steven Spielberg
- Tár, regia di Todd Field
- Top Gun: Maverick, regia di Joseph Kosinski
- Triangle of Sadness, regia di Ruben Östlund
- Women Talking - Il diritto di scegliere (Women Talking), regia di Sarah Polley

### Miglior regista
- Daniel Kwan e Daniel Scheinert - Everything Everywhere All at Once
- Martin McDonagh - Gli spiriti dell'isola (The Banshees of Inisherin)
- Steven Spielberg - The Fabelmans
- Todd Field - Tár
- Ruben Östlund - Triangle of Sadness

### Miglior attore
- Brendan Fraser - The Whale
- Austin Butler - Elvis
- Colin Farrell - Gli spiriti dell'isola (The Banshees of Inisherin)
- Paul Mescal - Aftersun
- Bill Nighy - Living

### Miglior attrice
- Michelle Yeoh - Everything Everywhere All at Once
- Cate Blanchett - Tár
- Ana de Armas - Blonde
- Andrea Riseborough - To Leslie
- Michelle Williams - The Fabelmans

### Miglior attore non protagonista
- Ke Huy Quan - Everything Everywhere All at Once
- Brendan Gleeson - Gli spiriti dell'isola (The Banshees of Inisherin)
- Brian Tyree Henry - Causeway
- Judd Hirsch - The Fabelmans
- Barry Keoghan - Gli spiriti dell'isola (The Banshees of Inisherin)

### Miglior attrice non protagonista
- Jamie Lee Curtis - Everything Everywhere All at Once
- Angela Bassett - Black Panther: Wakanda Forever
- Hong Chau - The Whale
- Kerry Condon - Gli spiriti dell'isola (The Banshees of Inisherin)
- Stephanie Hsu - Everything Everywhere All at Once

### Miglior sceneggiatura non originale
- Sarah Polley - Women Talking - Il diritto di scegliere (Women Talking)
- Edward Berger, Lesley Paterson e Ian Stokell - Niente di nuovo sul fronte occidentale (Im Westen nichts Neues)
- Rian Johnson - Glass Onion - Knives Out (Glass Onion: A Knives Out Mystery)
- Kazuo Ishiguro - Living
- Ehren Kruger, Eric Warren Singer e Christopher McQuarrie - Top Gun: Maverick

### Miglior sceneggiatura originale
- Daniel Kwan e Daniel Scheinert - Everything Everywhere All at Once
- Martin McDonagh - Gli spiriti dell'isola (The Banshees of Inisherin)
- Steven Spielberg e Tony Kushner - The Fabelmans
- Todd Field - Tár
- Ruben Östlund - Triangle of Sadness

### Miglior film internazionale
- Niente di nuovo sul fronte occidentale (Im Westen nichts Neues), regia di Edward Berger (Germania)
- Argentina, 1985, regia di Santiago Mitre (Argentina)
- Close, regia di Lukas Dhont (Belgio)
- EO, regia di Jerzy Skolimowski (Polonia)
- The Quiet Girl, regia di Colm Bairéad (Irlanda)

### Miglior film d'animazione
- Pinocchio di Guillermo del Toro (Guillermo del Toro's Pinocchio), regia di Guillermo del Toro e Mark Gustafson
- Marcel the Shell (Marcel the Shell with Shoes On), regia di Dean Fleischer-Camp
- Il gatto con gli stivali 2 - L'ultimo desiderio (Puss in Boots: The Last Wish), regia di Joel Crawford
- Il mostro dei mari (The Sea Beast), regia di Chris Williams
- Red (Turning Red), regia di Domee Shi

### Miglior fotografia
- James Friend - Niente di nuovo sul fronte occidentale (Im Westen nichts Neues)
- Darius Khondji - Bardo, la cronaca falsa di alcune verità (Bardo, False Chronicle of a Handful of Truths)
- Mandy Walker - Elvis
- Roger Deakins - Empire of Light
- Florian Hoffmeister - Tár

### Miglior scenografia
- Christian M. Goldbeck ed Ernestine Hipper - Niente di nuovo sul fronte occidentale (Im Westen nichts Neues)
- Dylan Cole, Ben Procter e Vanessa Cole - Avatar - La via dell'acqua (Avatar: The Way of Water)
- Florencia Martin e Anthony Carlino - Babylon
- Catherine Martin, Karen Murphy e Beverley Dunn - Elvis
- Rick Carter e Karen O'Hara - The Fabelmans

### Migliori costumi
- Ruth E. Carter - Black Panther: Wakanda Forever
- Mary Zophres - Babylon
- Catherine Martin - Elvis
- Shirley Kurata - Everything Everywhere All at Once
- Jenny Beavan - La signora Harris va a Parigi (Mrs. Harris Goes to Paris)

### Migliori trucco e acconciatura
- Adrien Morot, Judy Chin e Anne Marie Bradley - The Whale
- Heike Merker e Linda Eisenhamerová - Niente di nuovo sul fronte occidentale (Im Westen nichts Neues)
- Naomi Donne, Mike Marino e Mike Fontaine - The Batman
- Camille Friend e Joel Harlow - Black Panther: Wakanda Forever
- Mark Coulier, Jason Baird e Aldo Signoretti - Elvis

### Migliori effetti speciali
- Joe Letteri, Richard Baneham, Eric Saindon e Daniel Barret - Avatar - La via dell'acqua (Avatar: The Way of Water)
- Frank Petzold, Viktor Müller, Markus Frank e Kamil Jafar - Niente di nuovo sul fronte occidentale (Im Westen nichts Neues)
- Dan Lemmon, Russell Earl, Anders Langlands e Dominic Tuohy - The Batman
- Geoffrey Baumann, Craig Hammack, R. Christopher White e Dan Sudick - Black Panther: Wakanda Forever
- Ryan Tudhope, Seth Hill, Bryan Litson e Scott R. Fisher - Top Gun: Maverick

### Miglior montaggio
- Paul Rogers - Everything Everywhere All at Once
- Mikkel E. G. Nielsen - Gli spiriti dell'isola (The Banshees of Inisherin)
- Matt Villa e Jonathan Redmond - Elvis
- Monika Willi - Tár
- Eddie Hamilton - Top Gun: Maverick

### Miglior sonoro
- Mark Weingarten, James H. Mather, Al Nelson, Chris Burdon e Mark Taylor - Top Gun: Maverick
- Victor Prasil, Frank Kruse, Markus Stemler, Lars Ginzel e Stefan Korte - Niente di nuovo sul fronte occidentale (Im Westen nichts Neues)
- Julian Howarth, Gwendolin Yates Whittle, Dick Bernstein, Christopher Boyes, Gary Summers e Michael Hedges - Avatar - La via dell'acqua (Avatar: The Way of Water)
- Stuart Wilson, William Files, Douglas Murray e Andy Nelson - The Batman
- David Lee, Wayne Pashley, Andy Nelson e Michael Keller - Elvis

### Miglior colonna sonora originale
- Volker Bertelmann - Niente di nuovo sul fronte occidentale (Im Westen nichts Neues)
- Justin Hurwitz - Babylon
- Carter Burwell - Gli spiriti dell'isola (The Banshees of Inisherin)
- Son Lux - Everything Everywhere All at Once
- John Williams - The Fabelmans

### Miglior canzone originale
- Naatu Naatu (musiche di M. M. Keeravani; testo di Chandrabose) - RRR
- Applause (musiche e testo di Diane Warren) - Tell It Like a Woman
- Hold My Hand (musiche e testo di Lady Gaga e BloodPop) - Top Gun: Maverick
- Lift Me Up (musiche di Tems, Rihanna, Ryan Coogler e Ludwig Göransson; testo di Tems e Ryan Coogler) - Black Panther: Wakanda Forever
- This Is a Life (musiche di Ryan Lott, David Byrne e Mitski; testo di Ryan Lott e David Byrne) - Everything Everywhere All at Once

### Miglior documentario
- Navalny, regia di Daniel Roher
- All That Breathes, regia di Shaunak Sen, Aman Mann e Teddy Leifer
- Tutta la bellezza e il dolore - All the Beauty and the Bloodshed (All the Beauty and the Bloodshed), regia di Laura Poitras, Howard Gertler, John Lyons, Nan Goldin e Yoni Golijov
- Fire of Love, regia di Sara Dosa, Shane Boris e Ina Fichman
- A House Made of Splinters, regia di Simon Lereng Wilmont e Monica Hellstrom

### Miglior cortometraggio documentario
- Raghu, il piccolo elefante (The Elephant Whisperers), regia di Kartiki Gonsalves e Guneet Monga
- Haulout, regia di Evgenia Arbugaeva e Maxim Arbugaev
- How Do You Measure a Year?, regia di Jay Rosenblatt
- L'effetto Martha Mitchell (The Martha Mitchell Effect), regia di Anne Alvergue e Beth Levison
- Stranger at the Gate, regia di Joshua Seftel e Conall Jones

### Miglior cortometraggio
- An Irish Goodbye, regia di Tom Berkely e Ross White
- Ivalu, regia di Anders Walter e Rebecca Pruzan
- Le pupille, regia di Alice Rohrwacher
- Nattriken, regia di Eirik Tveiten e Gaute Lid Larssen
- The Red Suitcase, regia di Cyrus Neshvad

### Miglior cortometraggio d'animazione
- Il bambino, la talpa, la volpe e il cavallo (The Boy, the Mole, the Fox and the Horse), regia di Charlie Mackesy e Matthew Freud
- The Flying Sailor, regia di Amanda Forbis e Wendy Tilby
- Ice Merchants, regia di João Gonzalez e Bruno Caetano
- My Year of Dicks, regia di Sara Gunnarsdottir e Pamela Ribbon
- An Ostrich Told Me the World Is Fake and I Think I Believe It, regia di Lachlan Pendragon

## Premi speciali

### Oscar onorario
- Euzhan Palcy
- Diane Warren[5]
- Peter Weir

### Premio umanitario Jean Hersholt
- Michael J. Fox[6]